# Османов Редван Ібрагімович
Редван Ібрагімович Османов (нар. 5 травня 1993, Урожайне, Україна) — український та російський футболіст, нападник ФК «Севастополь».

## Життєпис
Вихоованець сімферопольського УОР. Окрім сімеропольского училища, у ДЮФЛУ також виступав за «Спартак» (Молодіжне) та УОР (Краснопілля).
Влітку 2011 року перейшов до «Єдності». У футболці плисківського клубу дебютував 23 липня 2011 року в нічийному (2:2) домашньому поєдинку групи А Другої ліги України проти одеського «Чорноморця-2». Редван вийшов на поле в стартовому складі та відіграв увесь матч, а на 54-ій хвилині отримав жовту картку. Єдиним голом за «Єдність» відзначився 17 вересня 2011 року на 50-ій хвилині програного (1:3) виїзного поєдинку 9-го туру групи А Другої ліги України проти «СКАД-Ялпуга». Османов вийшов на поле в стартовому складі та відіграв увесь матч. У першій половині сезону 2011/12 років зіграв 15 матчів (1 гол) у Другій лізі України. Під час зимової перерви сезону 2011/12 років перебрався до «Ниви». У футболці тернопільського клубу дебютував 7 квітня 2012 року в програному (2:4) виїзному поєдинку 17-го туру групи А Другої ліги України проти одеського «Реал Фарма». Редван вийшов на поле в стартовому складі та відіграв увесь матч, а на 69-ій хвилині отримав жовту картку. У футболці тернопільського клубу своїм першим голом відзначився 12 квітня 2012 року на 45+1-ій хвилині програного (1:3) домашнього поєдинку 18-го туру групи А Другої ліги України проти чернігівської «Десни». Османов вийшов на поле в стартовому складі та відіграв увесь матч. Загалом за «Ниву» провів 19 матчів (3 голи) у Другій лізі та 1 поєдинок у кубку України.
На початку січня 2013 року перебрався до «Кримтеплиці». У футболці молодіжненського клубу дебютував 23 березня 2013 року в нічийному (0:0) домашньому поєдинку Першої ліги України проти «Олександрії». Редван вийшов на поле на 72-ій хвилині, замінивши Олександра Деребчинського. Єдиним голом за «Кримтеплицю» відзначився 30 березня 2013 року на 86-ій хвилині переможного (3:0) виїзного поєдинку 23-го туру Першої ліги України проти донецького «Олімпіка». Османов вийшов на поле на 46-ій хвилині, замінивши Олександра Деребчинського. У другій половині сезону 2012/13 року зіграв 10 матчів та відзначився 1 голом у Першій лізі України.
На початку вересня 2013 року підписав контракт з «Динамо». У футболці хмельницького клубу дебютував 1 вересня 2013 року в нічийному (1:1) виїзного поєдинку 9-го туру Другої ліги України проти київської «Оболоні-Бровар». Редван вийшов на поле в стартовому складі, а на 90-ій хвилині його замінив Володимир Хомин. Восени 2013 року провів 7 матчів у Другій лізі України, після чого залишив динамівську команду.
У 2014 році повернувся до вже окупованого Криму, де отримав російське громадянство. Спочатку виступав за КВУОР (Краснолісся). У 2015 році перейшов до фейкової «ТСК-Таврії», але того ж року перебрався до «Бахчисарая». У 2016 році підсилив інший фейковий клуб з Криму, «Севастополь». Влітку 2019 року перейшов до представника ФНЛ «Мордовія» (Саранськ), за яку виступав у передсезонних товариських матчах та навіть уклав з клубом попередній договір, але через бюрокартичні перепони можливості грати за команду не отримав. Тому змушений був продовжити виступи у фейковому «Севастополі».
Наприкінці лютого 2021 року перейшов у КАМАЗ. У футболці команди з Набережних Човнів дебютував 9 серпня 2020 року в переможному (6:0) домашньому поєдинку Першості ФНЛ 2 проти другої команди самарських «Крил Рад». Редван вийшов на поле на 62-ій хвилині Руслана Галіакберова. За підсумками сезону 2020/21 років КАМАЗ виграв 4-ту групу Першості ФНЛ 2 та підвищився в класі. У ФНЛ дебютував 10 липня 2021 року в нічийному (1:1) домашньому поєдинку 1-го туру проти владикавказької «Аланії». Османов вийшов на поле в стартовому складі, а на 37-ій хвилині його замінив Мінгієв Бевєєв.